# Hvězdokupa
Hvězdokupa je seskupení hvězd, které pohromadě udržuje gravitace. Hvězdokupy se dělí do dvou základních typů: otevřené a kulové. Některé z nich, jako například Plejády (Kuřátka), jsou viditelné i pouhým okem.

## Otevřené hvězdokupy
Otevřené hvězdokupy nemají žádný specifický tvar a obsahují několik desítek až několik stovek hvězd. Lze předpokládat, že hvězdy v otevřených hvězdokupách jsou stejně staré, a že tedy také společně vznikly. Ze stejného důvodu jsou jasné hvězdy v otevřených hvězdokupách horké a bílé a nachází se mezi nimi množství mlhovin, jako třeba v případě Plejád. Otevřené hvězdokupy bývají ovlivněny gravitací okolních hvězd, která nakonec způsobí rozpad hvězdokupy.

## Kulové hvězdokupy

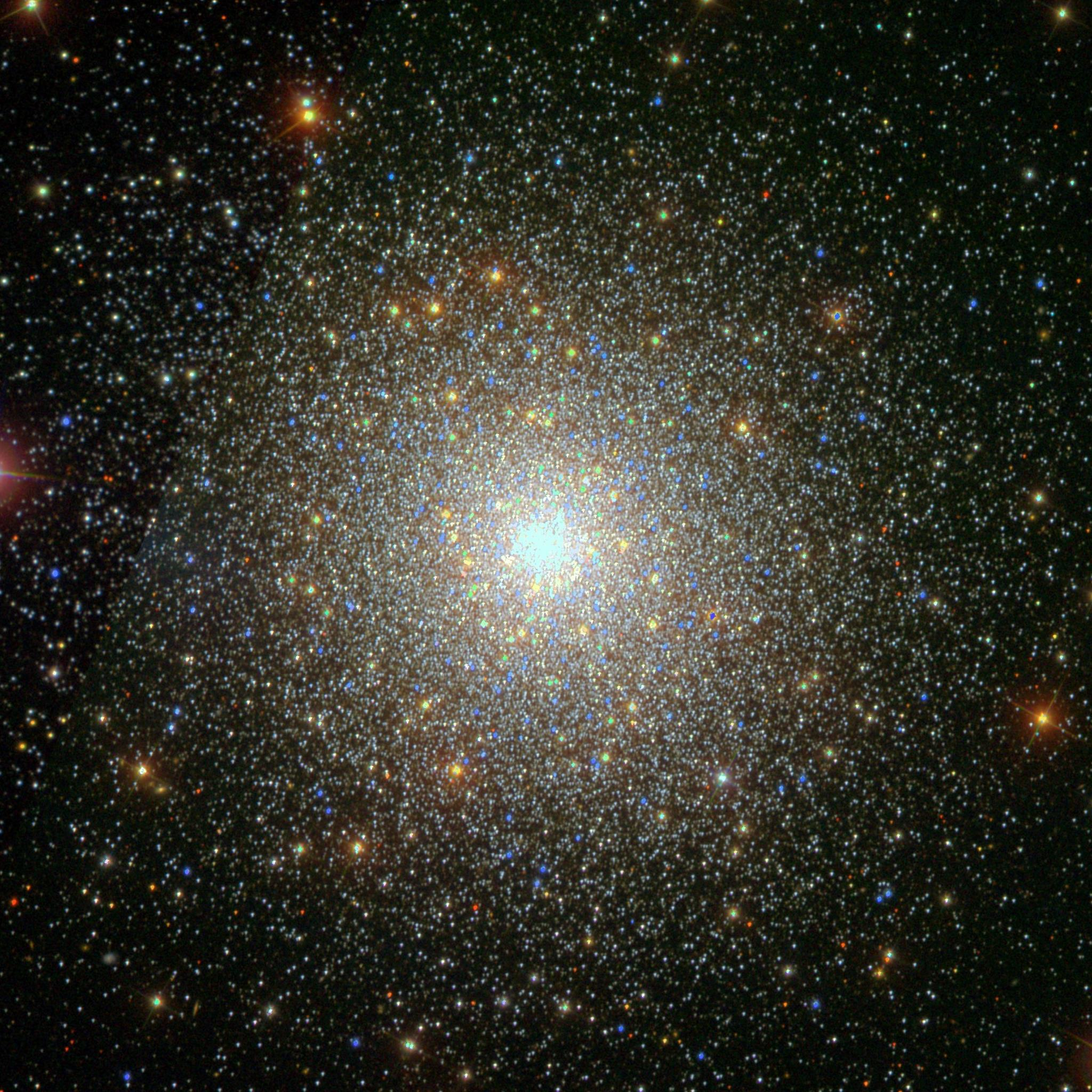
Kulová hvězdokupa M92

Kulové hvězdokupy jsou odlišné. Mají zhruba kulový tvar a tvoří je až milion hvězd. Kulové hvězdokupy měří v průměru asi 150 světelných let. Hvězdy v nich jsou načervenalé, neboť je tvoří nejstarší známé hvězdy.
Kulové hvězdokupy obklopují naši Galaxii a vytvářejí tak tzv. galaktické halo. Ze všech známých kulových hvězdokup v Galaxii jsou bez problémů pouhým okem viditelné pouze tři. Kulové hvězdokupy obsahují také cefeidy, takže je možné měřit jejich vzdálenost od Země.
Kdyby bylo naše Slunce součástí kulové hvězdokupy, blízké hvězdy by zářily tak, že by obloha nebyla nikdy temná, předměty by i v noci vrhaly stíny.

## Rozložení hvězdokup v naší Galaxii
Kulové hvězdokupy tvoří kulové halo, zatímco otevřené hvězdokupy jsou roztroušeny po celé rovině galaktického disku. Mnohé obsahují mladé hvězdy a lze je ztotožnit s oblastmi plynu a prachu, které představují rodiště hvězd.